# Miquel Llimona i Junoy
Miquel Llimona i Junoy (Barcelona, 1826 - 16 de febrer de 1880) Fill de Pere Llimona i Marti i d'Agustina Junoy i Figueras tots dos de Barcelona, va ser un actor de teatre català que va desenvolupar la seva activitat a la segona meitat del segle xix.

## Trajectòria professional
- 1865, 7 d'agost. En el paper de Jaume a l'obra Liceistes i "Cruzados" de Frederic Soler. Estrenada al teatre de Varietats de Barcelona.
- 1865, 14 de desembre. En el paper de Miquel a l'obra En Joan Doneta de Frederic Soler. Estrenada al teatre de l'Odèon de Barcelona.
- 1865, 21 de desembre. En el paper de Pep a l'obra La pubilla del Vallès de Josep Maria Arnau. Estrenada al teatre de l'Odèon de Barcelona.
- 1866, 1 de febrer. En el paper d'Un assistent a l'obra Un mosquit d'arbre de Josep Feliu i Codina. Estrenada al teatre de l'Odèon de Barcelona.
- 1866, 12 de febrer. En el paper de Josep, criat a l'obra Una juguesca de Pau Estorch i Siqués. Estrenada al teatre de l'Odèon de Barcelona.
- 1866, 1 de març. En el paper de Cimon, esclau. a l'obra Els herois i les grandeses de Frederic Soler. Estrenada al teatre de l'Odèon de Barcelona.
- 1866, 22 de març. En el paper de Bernat a l'obra El noi de les cames tortes, d'autor desconegut. Estrenada al teatre de l'Odèon de Barcelona.
- 1866, 6 d'abril. En el paper de Martí a l'obra Les joies de la Roser de Frederic Soler. Estrenada al teatre de l'Odèon de Barcelona.
- 1866, 7 de juliol. En el paper de Monsieur Morceau a l'obra La capital de l'imperi d'Andreu Brasés. Estrenada al teatre Varietats de Barcelona.
- 1866, 30 de juliol. En el paper de Don Anton de Luna a l'obra O rei o res! de Frederic Soler. Estrenada al teatre Varietats de Barcelona.
- 1866, 4 d'octubre. En el paper de Tòfol a l'obra Si us plau per força de Frederic Soler. Estrenada al teatre de l'Odèon de Barcelona.
- 1866, 18 d'octubre. En el paper de D. Miquel a l'obra Un pa com unes hòsties de Marçal Busquets. Estrenada al teatre de l'Odèon de Barcelona.
- 1866, 6 de desembre. En el paper d'Ignasi a l'obra Les relíquies d'una mare d'Antoni Ferrer i Codina. Estrenada al teatre de l'Odèon de Barcelona.
- 1866, 20 de desembre. En el paper de Pau a l'obra Les modes de Frederic Soler. Estrenada al teatre de l'Odèon de Barcelona.
- 1867, 8 d'abril. En el paper d'Un criat a l'obra La qüestió són quartos de Modest Busquets. Estrenada al teatre de l'Odèon de Barcelona.
- 1867, 3 d'octubre. En el paper de Carlos a l'obra La rosa blanca de Frederic Soler. Estrenada al teatre Romea de Barcelona.
- 1867, 19 de desembre. En el paper de Melcior, 72 anys de l'obra Un "jefe" de la Coronela d'Antoni Ferrer i Codina. Estrenada al teatre Romea de Barcelona.
- 1868, 3 de març. En el paper de Peret a l'obra La mitja taronja de Josep Maria Arnau. Estrenada al teatre Romea de Barcelona.
- 1871, 14 de novembre. En el paper de Don Joan a l'obra El rector de Vallfogona de Frederic Soler. Estrenada al teatre Romea de Barcelona.
- 1872, 28 d'octubre. En el paper de Gregori a l'obra La dida de Frederic Soler. Estrenada al teatre Romea de Barcelona.
- 1873, 15 d'abril. La creu de la masia de Frederic Soler, estrenada al teatre Romea de Barcelona (en el paper de Don Miquel).
- 1874, 7 d'abril. En el paper d'El Baró a l'obra El ferrer de tall de Frederic Soler. Estrenada al teatre Romea de Barcelona.
- 1876, 4 d'abril. En el paper d'El comte en Pere d'Ors a l'obra El plor de la madrastra de Frederic Soler. Estrenada al teatre Romea de Barcelona.
- 1876, 19 d'octubre. En el paper de Don Enric a l'obra Els segadors de Frederic Soler. Estrenada al teatre Romea de Barcelona.
- 1877, 22 de febrer. En el paper de Roig a l'obra Senyora i majora de Frederic Soler. Estrenada al teatre Romea de Barcelona.
- 1877, 13 de desembre. En el paper de Silvestre a l'obra El ret de la Sila de Frederic Soler. Estrenada al teatre Romea de Barcelona.
- 1878, 21 de novembre. En el paper de Don Climent a l'obra La falç de Francesc Pelagi Briz i Frederic Soler. Estrenada al teatre Romea de Barcelona.